# ایتانهم
ایتانهم (به پرتغالی: Itanhém) یک منطقهٔ مسکونی در برزیل است که در باهیا واقع شده‌است. ایتانهم ۱۹٬۳۱۶ نفر جمعیت دارد.